# Inferno (Counter-Strike)
Inferno (также именуется как de_inferno) — игровая карта из серии шутеров от первого лица Counter-Strike, которая присутствует в каждой части франшизы с 2001 года. Несмотря на то, что локация считается одной из традиционных в серии, её дизайн отличается большим количеством укрытий и разветвляющимися узкими тропинками.
Карту несколько раз переделывали. В Counter-Strike: Source 2004 года арена была сильно изменена. Так, её действие из ближневосточной деревни перенесли в европейскую. Inferno также присутствует в Counter-Strike: Global Offensive 2012 года, в 2016-м карта снова обновилась. В последней версии игры Counter-Strike 2 Inferno была представлена с различными графическими улучшениями.
С момента своего появления Inferno считается одной из самых популярных карт в Counter-Strike. Она стала одной из основных арен для многопользовательской игры в шутерах от первого лица и используется в качестве одной из киберспортивных карт.

## Общая информация

Мини-карта Inferno в Global Offensive

Inferno — это игровая карта из серии многопользовательских шутеров от первого лица Counter-Strike, сражения на которой проходят в небольшой европейской деревне, вероятно расположенной в Испании. Как и на всех аренах франшизы, игроки делятся на две команды: террористов и спецназовцев. Первые должны на определённой области заложить и взорвать бомбу за определённое время, в то время как вторые — помешать закладке или предотвратить детонацию.
Inferno является одной из традиционных арен в Counter-Strike с режимом закладки бомбы. Однако главной особенностью карты считаются многочисленные укрытия и разветвлённые узкие тропки, где могут происходить стычки между игроками, хотя в узких местах карты встреч противников может оказаться больше.
На карте есть различные ключевые точки, которые имеют важное значение для спецназовцев и террористов, поскольку их удобно контролировать. «Банан» (англ. banana) — длинный прямой участок, через который террористы могут попасть к «Точке закладки B» (англ. bombsite B) самым коротким путём. Наряду с «Бананом» в середине арены есть ещё две области, где наиболее часто происходят сражения игроков — «Центр» (англ. middle) и «Мост» (англ. bridge), последний из которых ведёт к «Точке закладки A» (англ. bombsite A). К «Мосту» можно прийти двумя путями от респауна команды террористов. Наряду с этим, в Inferno есть другие разветвлённые пути, проходящие внутри многоквартирных домов, а также дренажная зона «Нижний переход» (англ. underpass). Несмотря на свою структуру, по статистике побед и поражений в игре Inferno является одной из самых сбалансированных карт.
На карте находятся маскоты карты — курицы, которых можно убивать. На «Базе террористов» (англ. T base) имеется пасхалка — игра крестики-нолики. В 2017 году на карте в «Яме» (англ. pit) появилось граффити, на котором две руки держат гранату.

## История
De_Inferno, de_dust2 и de_vertigo добавили в Counter-Strike 1.1 с обновлением 2001 года. Inferno разработана Кристофером «Нарби» Оти (англ. Chris "Narby" Auty) за две недели; изначально действия происходили в небольшой ближневосточной деревне в оплоте повстанцев. Сюжетная завязка заключалась в том, что террористы должны были уничтожить нефтепроводы и посеять хаос в западной экономике. Inferno также представили в Counter-Strike: Condition Zero практически без изменений.

### Counter-Strike: Source
Counter-Strike: Source разработали на новом игровом движке от Valve — Source. Поэтому Inferno создавали заново с учётом новых возможностей: обновили графику и игровой процесс, а также изменили планировку карты. «База спецназа» (англ. CT base) превратилась из узкого переулка в открытый двор с колодцем. Старые переулки и коридоры были заменены помещениями внутри зданий, места для установки бомбы были переработаны.

### Counter-Strike: Global Offensive
В игре Counter-Strike: Global Offensive карта Inferno входит в базовый набор, причём она получила ряд незначительных графических улучшений и изменений в дизайне по сравнению с прошлой частью. При выходе игры были внесены небольшие изменения в планировку карты, в частности, был убран коридор в «Рампе Террористов». В начале 2016 года Inferno удалили из набора соревновательных карт (англ. Active Duty Competitive Pool) — группы арен, внесённых в список для игр на профессиональном уровне. Её заменила Nuke.
В октябре того же года карта получила большое обновление: узкие проходы были расширены, а качество графики и общая видимость улучшены, что сделало локацию более привлекательной. В обновлении от 3 февраля 2017 года она вернулась в набор соревновательных карт, заняв место карты Dust II.

### Counter-Strike 2
В марте 2023 года компания Valve подтвердила, что Inferno будет представлена в Counter-Strike 2 с многочисленными графическими улучшениями. В июне в «Твиттере» появились утёкшие скриншоты новой версии карты, позднее Valve подтвердила их аутентичность. На изображениях видны переработанные интерьеры церкви, усовершенствованный дизайн зданий и новые позиции для закладки бомбы. 31 августа карта была официально представлена во время ограниченного бета-тестирования Counter-Strike 2 — наряду с просочившимися изменениями, были внесены корректировки в нескольких других локациях, таких как «Банан». 27 сентября вышла Counter-Strike 2, заменив собой Global Offensive — Inferno стала одной из базовых игровых карт.

## Отзывы критиков
Inferno признаётся игроками и критиками как одна из лучших карт в Counter-Strike: Global Offensive и всей серии в целом. В 2022 году она стала второй по популярности ареной в соревновательных матчах, уступив только Mirage. В рейтингах от изданий TheGamer и Gamurs карта заняла первое место в списках лучших карт в серии благодаря своему уникальному дизайну и низкому порогу вхождения для новичков. Сайт Rock, Paper, Shotgun проанализировал дизайн арены и назвал её одной из пяти «самых традиционных карт» в игре. По состоянию на 2023 год, Inferno является одной из самых популярных карт на киберспортивной арене, и именно она использовалась на последнем крупном соревновании по CS:GO перед полноценным релизом Counter-Strike 2.
Австралийское подразделение Kotaku назвало Inferno одной из лучших карт в многопользовательских играх. В исследовании Counter-Strike, проведённом Уппсальским университетом, арена использовалась вместе с Dust II, Mirage и Cache для анализа дизайна уровней в играх. После выхода Call of Duty: Modern Warfare 3 Inferno получила огромную популярность в качестве пользовательской модификации для Call of Duty 4: Modern Warfare на Windows.
Когда в «Твиттере» просочились скриншоты обновлённой Inferno из Counter-Strike 2, Кирилл Стойлов из Dot Esports назвал переработанную версию арены «настолько более живой и детализированной, что почти невозможно не восхищаться тем, что вы видите». Он особо отметил обновлённые интерьеры церкви и изменения в «Точках закладки».

### Влияние и наследие
За всё время существования CS:GO, Inferno считалась ключевой для киберспортивных соревнований. Её замена на Nuke в 2016 году стала предметом горячих дебатов среди игроков. Бразильский киберспортсмен и капитан SK Gaming, FalleN, заявил, что предпочёл бы убрать Dust II или Cobblestone вместо Inferno. В сентябре издание Dot Esports негативно отозвалось о неясности причин изменений в наборе соревновательных карт и подчеркнуло их неблагоприятное влияние на тренировочный процесс команд.
После редизайна карт в октябре 2016 года, Крис Хиггинс из команды Red Bull заявил, что переработка Inferno «нанёс ущерб команде спецназа, дал больше возможностей и прикрытий командам противников для установки бомбы». В том же году редакция Dot Esports отметила, что профессиональные североамериканские киберспортивные «команды были ужасны» из-за отсутствия эффективной стратегии на арене. Издание считает, что карта «требует высоко дисциплинированной и отточенной игры», а это является сильной стороной европейских команд. После финального киберспортивного соревнования по CS:GO Inferno стала самой часто используемой ареной — на ней сыграли 263 раза; по этому показателю только Mirage приблизилась к Inferno, на карте сыграли 243 раза. Кроме того, локация присутствовала во всех основных играх соревнований, за исключением Кёльна 2016 и Атланты 2017, которые проходили в период обновления карт.